# Убер Арена (Берлин)
«Убер Арена» (нем. Uber Arena) — многофункциональный крытый стадион в Берлине. Домашняя арена хоккейного клуба «Айсберен» и баскетбольного клуба «Альба». Церемония закладки первого камня будущего стадиона состоялась 13 сентября 2006 года. Открытие арены прошло 10 сентября 2008 года. В 2008—2015 годах арена называлась O2 World Berlin. С 2015 года стадион получил название «Мерседес-Бенц Арена», контракт был рассчитан на 20 лет. В 2024 году название было изменено на «Убер Арена».

## Открытие
Открытие арены совпало с концертом известной рок-группы Metallica. На открытии стадиона Metallica впервые исполнила песни со своего нового альбома «Death Magnetic».

## Спортивные события
С 2008 года на арене свои домашние матчи проводят берлинские клубы «Альба» и «Айсберен». Также на стадионе клубы проводят матчи Евролиги, чемпионата Германии по баскетболу и Немецкой хоккейной лиги.
8 октября 2011 года на арене прошел матч открытие НХЛ сезона 2011/12 между «Лос-Анджелес Кингз» и «Баффало Сейбрз».
В период с 8 по 10 июля на арене прошел второй этап Евролиги по пляжному футболу. Победив во всех матчах, сборная России одержала уверенную победу на этапе. В августе 2012 года пляжный футбол вновь вернулся в Берлин, для проведения второго этапа Евролиги по пляжному футболу. сборная России вновь победила на турнире, показав такой же результат.
31 октября 2015 года на арене состоялся финал League of Legends World Championship 2015.
В сентябре 2019 года на арене состоялся турнир StarLadder Berlin Major 2019 с призовым фондом в $1 000 000.
В сентябре 2024 года на «Убер Арене» прошёл теннисный Кубок Лейвера.

## Другие мероприятия
В 2009 году под сводами арены прошла церемония MTV EMA 2009.
Другие исполнители, выступавшие на арене:
| Артист (группа)                             | Дата             |
| ------------------------------------------- | ---------------- |
| Metallica                                   | 12 сентября 2008 |
| Scorpions                                   | 21 февраля 2009  |
| Леди Гага                                   | 11 мая 2010      |
| Стинг и Королевский филармонический оркестр | 21 сентября 2010 |
| Кайли Миноуг                                | 1 марта 2011     |
| Боб Дилан                                   | 29 октября 2011  |
| Марк Нопфлер                                | 29 октября 2011  |
| Il Divo                                     | 27 марта 2011    |
| Мадонна                                     | 11 июня 2011     |
| Pearl Jam                                   | 4 июля 2012      |
| Лаура Паузини                               | 15 сентября 2012 |
| The Beach Boys                              | 8 августа 2012   |
| Леди Гага                                   | 16 сентября 2012 |
| Дженнифер Лопес                             | 1 октября 2012   |
| Майкл Флэтли                                | 19 декабря 2012  |
| Альваро Солер                               | 14 сентября 2019 |
| GOT7                                        | 13 октября 2019  |
| Роджер Уотерс                               | 18 мая 2023      |